# SWAP
SWAP je zahájení pro hru piškvorky, gomoku a částečně i rendžu, omezující výhodu začínajícího hráče.

## Průběh SWAPu

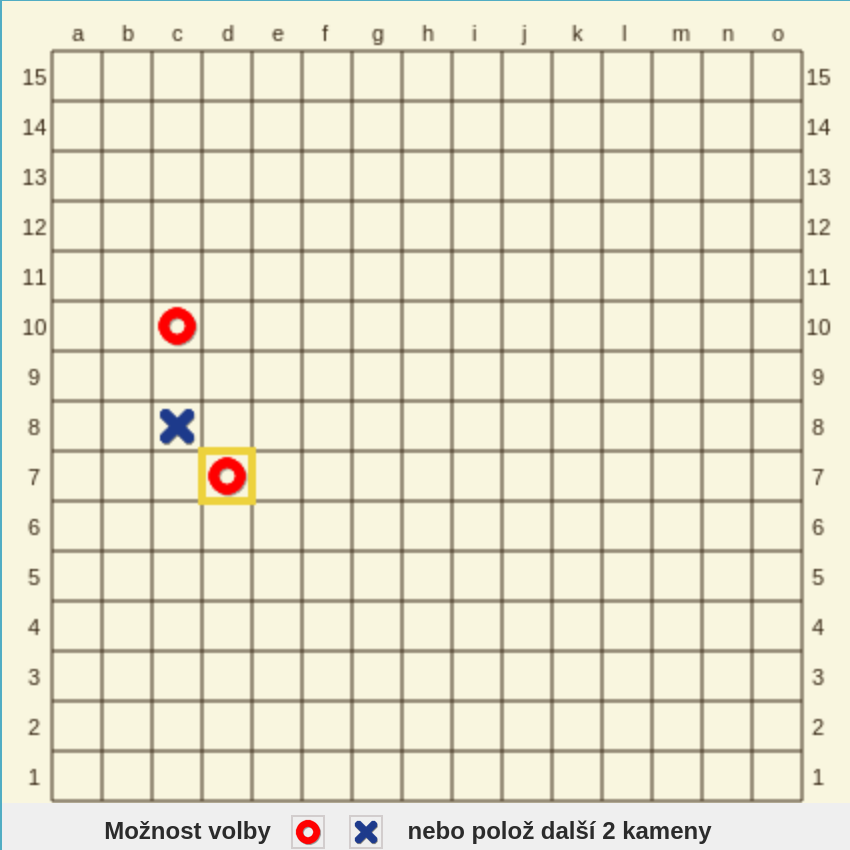
Ukázka SWAPu

První hráč zahraje tři symboly, z toho dva stejné (například dva křížky a jedno kolečko). Poté si druhý hráč vybere, za jaký znak bude hrát - tedy kolečko, nebo křížek. Ten s méně symboly na desce pokračuje ve hře jako normálně. Příklad: jestliže hráč A zahraje dva křížky a jedno kolečko, hráč B má dvě možnosti: vybrat si kolečko a hrát (protože koleček je na stole méně), nebo si vybrat křížek a nechat druhého hráče hrát kolečko (protože má méně symbolů). Tato technika je spravedlivá, jelikož se první hráč snaží udělat pozici stejně výhodnou pro křížek, jako pro kolečko – kdyby tak neudělal, druhý hráč si vybere symbol s výhodnějším postavením na desce.

### SWAP 2

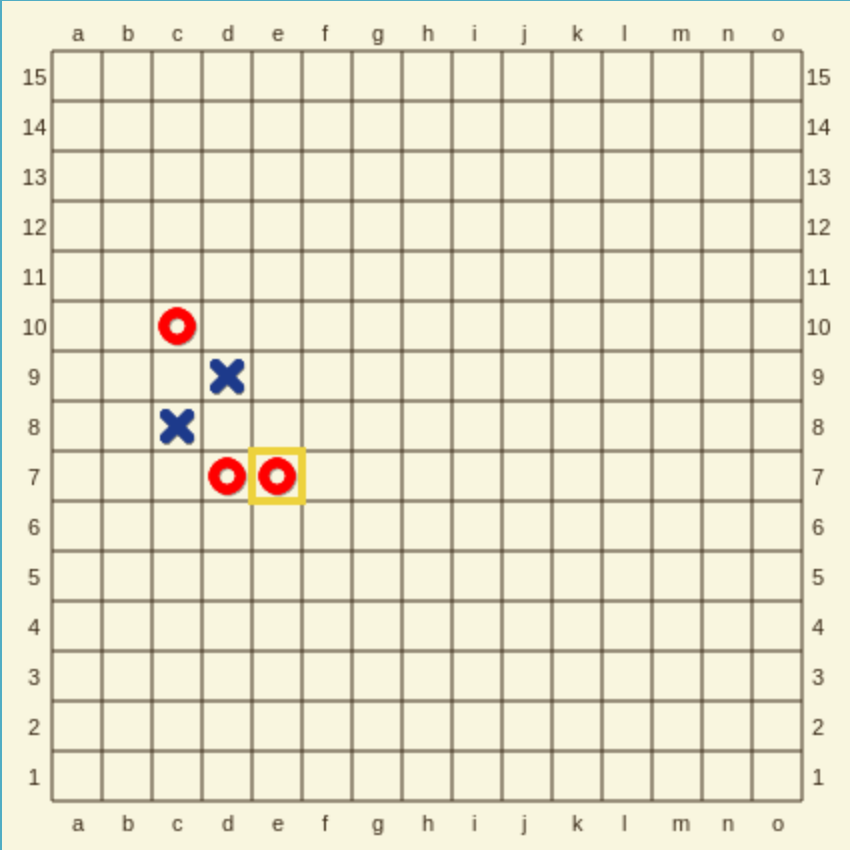
Druhý hráč si nevybral jeden ze znaků, ale zahrál další dva. Výběr znaku nechává na prvním hráči.

Při obyčejném SWAPu má začínající hráč výhodu v tom, že si může předem rozmyslet a analyzovat své zahájení za obě strany. Proto má druhý hráč ještě třetí možnost kromě výběru kolečka nebo křížku, a to zahrát další dva znaky – jedno kolečko a jeden křížek. Tím naruší prvnímu hráči jeho promyšlenou strategii a přenechává mu výběr znaku. První hráč si teď vybere kolečko nebo křížek podobně, jako mohl druhý hráč, ale na rozdíl od něj už nemůže hrát další dva znaky.